# Trachypithecus germaini caudalis
Trachypithecus germaini caudalis é uma das 2 subespécies de Trachypithecus germaini.